# Esporte Clube Novo Hamburgo
Maillots
Actualités
Dernière mise à jour : 26 avril 2020.
L'Esporte Clube Novo Hamburgo est un club brésilien de football basé à Novo Hamburgo dans l'État du Rio Grande do Sul.

## Palmarès
- Championnat du Rio Grande do Sul : 2017
- Championnat du Rio Grande do Sul de deuxième division : 1996, 2000
- Campeonato do Interior Gaúcho : 1942, 1947, 1949, 1950, 1952, 1965, 1972, 1980
- Copa FGF (en) : 2005
- Copa ACEG : 1982, 1984
- Copa Metropolitana (en) : 2013, 2014
- Copa Emídio Perondi (it) : 2005
- Torneio dos Grandes do Rio Grande do Sul : 1952
- Torneio Serra/Sul : 1980, 1984
- Campeonato Citadino de Porto Alegre (es) : 1937